# Jamestown Canal
Der Jamestown Canal (irisch Canáil Chill Srianáin) ist ein schiffbarer Kanal in der Grafschaft Roscommon, Republik Irland.
Er dient als Umgehung eines nicht schiffbaren Abschnitts des Flusses Shannon, ist 2,6 km lang  und verbindet die Orte Drumsna und Jamestown. Der Kanal wurde 1848 als Ersatz für einen früheren kleineren Kanal angelegt.

## Touristische Nutzung
Heute hat der Kanal keine industriewirtschaftliche Bedeutung; er wird jedoch durch den Bootstourismus genutzt. Mit dem Fluss Shannon, den Erne-Seen, dem Shannon-Erne-Kanal und dem Grand Canal ist der Jamestown Canal Teil des größten Sport- und Mietbootsreviers Europas.

## Bauwerke

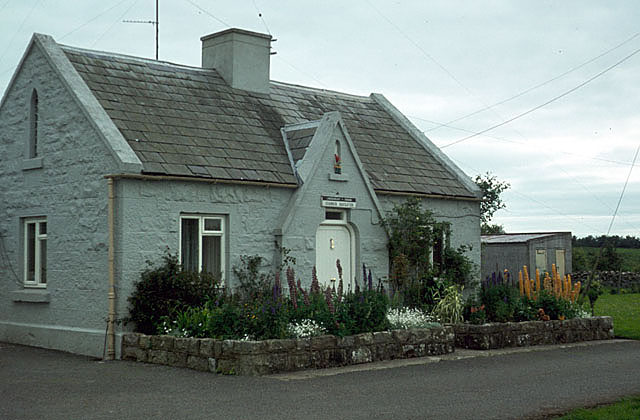
Schleusenwärterhaus an der Albert Lock aus dem Jahr 1848

- Albert Lock: Schleusenanlage und Schleusenwärterhaus aus dem Jahr 1848.[1] Die Anlage wird im National Inventory of Architectural Heritage der Republik Irland als architektonisches Erbe von architektonischem, sozialem und technischem Interesse geführt.
- Jamestown Canal Bridge: Um 1850 erbaute einspannige Bogenbrücke.[2] Die Brücke wird im National Inventory of Architectural Heritage der Republik Irland als architektonisches Erbe von architektonischem, sozialem und technischem Interesse geführt.